# Saint-Julien-de-Cassagnas
Saint-Julien-de-Cassagnas là một xã ở tỉnh Gard. Xã này có diện tích 4,46 kilômét vuông, dân số năm 1999 là 518 người. Khu vực này có độ cao trung bình 169 mét trên mực nước biển.